# 가르볼린군

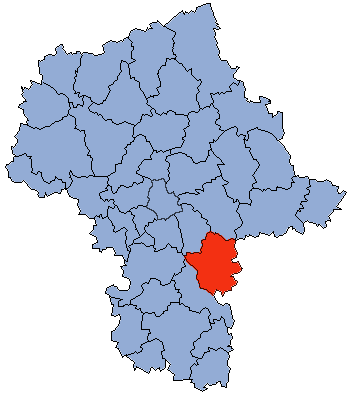
마조프셰주 지도에 표시된 가르볼린군의 위치

가르볼린군(폴란드어: powiat garwoliński)은 폴란드 마조프셰주에 위치한 군으로 군청 소재지는 가르볼린이며 면적은 1,284.29km2, 인구는 104,917명(2019년 기준), 인구 밀도는 82명/km2이다.
북쪽으로는 민스크군, 북동쪽으로는 시에들체군, 동쪽으로는 루블린주 우쿠프군, 남동쪽으로는 루블린주 리키군, 남쪽으로는 코지에니체군, 서쪽으로는 그루예츠군, 북서쪽으로는 오트보츠크군과 접한다. 14개 지방 자치체(2개 도시, 2개 도시형 농촌, 10개 농촌)를 관할한다.

군기
군 문장